# Seznam obcí v departementu Nord

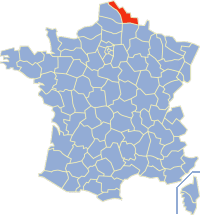
Nord

Toto je seznam obcí v departementu Nord ve Francii, jichž je celkem 652:
| INSEE | PSČ   | Obec                      | Společenství obcí                                                         |
| ----- | ----- | ------------------------- | ------------------------------------------------------------------------- |
| 59001 | 59268 | Abancourt                 | Communauté de communes de l'Ouest Cambrésis                               |
| 59002 | 59215 | Abscon                    | Communauté d'agglomération de la Porte du Hainaut                         |
| 59003 | 59149 | Aibes                     | Communauté de communes frontalières du Nord-Est Avesnois                  |
| 59004 | 59310 | Aix                       | Communauté de communes Espace en Pévèle                                   |
| 59005 | 59251 | Allennes-les-Marais       | Communauté de communes de la Haute Deûle                                  |
| 59006 | 59144 | Amfroipret                | Communauté de communes du Bavaisis                                        |
| 59007 | 59194 | Anhiers                   | Communauté d'agglomération du Douaisis                                    |
| 59008 | 59580 | Aniche                    | Communauté de communes Cœur d'Ostrevent                                   |
| 59010 | 59400 | Anneux                    | Communauté d'agglomération de Cambrai                                     |
| 59011 | 59112 | Annœullin                 | Communauté de communes de la Haute Deûle                                  |
| 59012 | 59186 | Anor                      | Communauté de communes Action Fourmies et environs                        |
| 59013 | 59152 | Anstaing                  | Métropole Européenne de Lille                                             |
| 59014 | 59410 | Anzin                     | Communauté d'agglomération de Valenciennes Métropole                      |
| 59015 | 59151 | Arleux                    | Communauté d'agglomération du Douaisis                                    |
| 59016 | 59380 | Armbouts-Cappel           | Dunkerque grand littoral                                                  |
| 59017 | 59280 | Armentières               | Métropole Européenne de Lille                                             |
| 59018 | 59285 | Arnèke                    | Communauté de communes du Pays de Cassel                                  |
| 59019 | 59269 | Artres                    | Communauté d'agglomération de Valenciennes Métropole                      |
| 59021 | 59600 | Assevent                  | Agglomération Maubeuge Val de Sambre                                      |
| 59022 | 59551 | Attiches                  | Communauté de communes du Pays de Pévèle                                  |
| 59023 | 59265 | Aubencheul-au-Bac         | Communauté de communes de l'Ouest Cambrésis                               |
| 59024 | 59165 | Auberchicourt             | Communauté de communes Cœur d'Ostrevent                                   |
| 59025 | 59249 | Aubers                    | Communauté de communes de Weppes                                          |
| 59026 | 59265 | Aubigny-au-Bac            | Communauté d'agglomération du Douaisis                                    |
| 59027 | 59494 | Aubry-du-Hainaut          | Communauté d'agglomération de Valenciennes Métropole                      |
| 59028 | 59950 | Auby                      | Communauté d'agglomération du Douaisis                                    |
| 59029 | 59310 | Auchy-lez-Orchies         | Communauté de communes Espace en Pévèle                                   |
| 59031 | 59570 | Audignies                 | Communauté de communes du Bavaisis                                        |
| 59033 | 59620 | Aulnoye-Aymeries          | Agglomération Maubeuge Val de Sambre                                      |
| 59032 | 59300 | Aulnoy-lez-Valenciennes   | Communauté d'agglomération de Valenciennes Métropole                      |
| 59034 | 59710 | Avelin                    | Communauté de communes du Pays de Pévèle                                  |
| 59035 | 59440 | Avesnelles                | Communauté de communes du Pays d'Avesnes                                  |
| 59037 | 59129 | Avesnes-les-Aubert        |                                                                           |
| 59038 | 59296 | Avesnes-le-Sec            | Communauté d'agglomération de la Porte du Hainaut                         |
| 59036 | 59440 | Avesnes-sur-Helpe         | Communauté de communes du Pays d'Avesnes                                  |
| 59039 | 59400 | Awoingt                   | Communauté d'agglomération de Cambrai                                     |
| 59041 | 59138 | Bachant                   | Agglomération Maubeuge Val de Sambre                                      |
| 59042 | 59830 | Bachy                     | Communauté de communes du Pays de Pévèle                                  |
| 59043 | 59270 | Bailleul                  | Communauté de communes Monts de Flandre - Plaine de la Lys                |
| 59044 | 59780 | Baisieux                  | Métropole Européenne de Lille                                             |
| 59045 | 59132 | Baives                    | Communauté de communes Guide du pays de Trélon                            |
| 59046 | 59470 | Bambecque                 | Communauté de communes de Flandre                                         |
| 59047 | 59266 | Banteux                   | Communauté de communes de la Vacquerie                                    |
| 59048 | 59554 | Bantigny                  | Communauté de communes de l'Ouest Cambrésis                               |
| 59049 | 59266 | Bantouzelle               | Communauté de communes des Hauts du Cambrésis                             |
| 59050 | 59440 | Bas-Lieu                  | Communauté de communes du Pays d'Avesnes                                  |
| 59051 | 59480 | La Bassée                 | Métropole Européenne de Lille                                             |
| 59052 | 59221 | Bauvin                    | Communauté de communes de la Haute Deûle                                  |
| 59053 | 59570 | Bavay                     | Communauté de communes du Bavaisis                                        |
| 59054 | 59670 | Bavinchove                | Communauté de communes du Pays de Cassel                                  |
| 59055 | 59360 | Bazuel                    | Communauté de communes de Haute Sambre-Bois l'Évêque                      |
| 59056 | 59134 | Beaucamps-Ligny           | Métropole Européenne de Lille                                             |
| 59057 | 59530 | Beaudignies               | Communauté de communes du Quercitain                                      |
| 59058 | 59330 | Beaufort                  | Communauté de communes Sambre - Avesnois                                  |
| 59059 | 59540 | Beaumont-en-Cambrésis     | Communauté de communes du Caudrésis                                       |
| 59060 | 59730 | Beaurain                  | Communauté de communes du Pays Solesmois                                  |
| 59061 | 59550 | Beaurepaire-sur-Sambre    | Communauté de communes Rurales des Deux Helpes                            |
| 59062 | 59740 | Beaurieux                 | Communauté de communes des vallées de la Solre, de la Thure et de l'Helpe |
| 59063 | 59157 | Beauvois-en-Cambrésis     | Communauté de communes du Caudrésis                                       |
| 59064 | 59135 | Bellaing                  | Communauté d'agglomération de la Porte du Hainaut                         |
| 59065 | 59570 | Bellignies                | Communauté de communes du Bavaisis                                        |
| 59066 | 59740 | Bérelles                  | Communauté de communes des vallées de la Solre, de la Thure et de l'Helpe |
| 59067 | 59380 | Bergues                   | Communauté de communes du canton de Bergues                               |
| 59068 | 59145 | Berlaimont                | Communauté de communes Sambre - Avesnois                                  |
| 59069 | 59213 | Bermerain                 | Communauté de communes du Pays Solesmois                                  |
| 59070 | 59570 | Bermeries                 | Communauté de communes du Bavaisis                                        |
| 59071 | 59235 | Bersée                    | Communauté de communes du Pays de Pévèle                                  |
| 59072 | 59600 | Bersillies                | Communauté de communes du Nord Maubeuge                                   |
| 59073 | 59270 | Berthen                   | Communauté de communes rurales des Monts de Flandres                      |
| 59074 | 59980 | Bertry                    | Communauté de communes de l'Espace Sud Cambrésis                          |
| 59075 | 59540 | Béthencourt               | Communauté de communes du Caudrésis                                       |
| 59076 | 59600 | Bettignies                | Communauté de communes du Nord Maubeuge                                   |
| 59077 | 59570 | Bettrechies               | Communauté de communes du Bavaisis                                        |
| 59078 | 59216 | Beugnies                  | Communauté de communes des vallées de la Solre, de la Thure et de l'Helpe |
| 59079 | 59192 | Beuvrages                 | Communauté d'agglomération de Valenciennes Métropole                      |
| 59080 | 59310 | Beuvry-la-Forêt           | Communauté de communes d'Orchies-Beuvry-la-Forêt                          |
| 59081 | 59217 | Bévillers                 | Communauté de communes du Caudrésis                                       |
| 59082 | 59380 | Bierne                    | Communauté de communes du canton de Bergues                               |
| 59083 | 59380 | Bissezeele                | Communauté de communes du canton de Bergues                               |
| 59084 | 59173 | Blaringhem                |                                                                           |
| 59085 | 59268 | Blécourt                  | Communauté de communes de l'Ouest Cambrésis                               |
| 59086 | 59299 | Boeschepe                 | Communauté de communes rurales des Monts de Flandres                      |
| 59087 | 59189 | Boëseghem                 |                                                                           |
| 59088 | 59280 | Bois-Grenier              | Communauté de communes de Weppes                                          |
| 59089 | 59470 | Bollezeele                | Communauté de communes de l'Yser                                          |
| 59090 | 59910 | Bondues                   | Métropole Européenne de Lille                                             |
| 59091 | 59190 | Borre                     | Communauté de communes rurales des Monts de Flandres                      |
| 59092 | 59111 | Bouchain                  | Communauté d'agglomération de la Porte du Hainaut                         |
| 59093 | 59440 | Boulogne-sur-Helpe        | Communauté de communes du Pays d'Avesnes                                  |
| 59094 | 59630 | Bourbourg                 | Dunkerque grand littoral                                                  |
| 59096 | 59830 | Bourghelles               | Communauté de communes du Pays de Pévèle                                  |
| 59097 | 62147 | Boursies                  | Communauté de communes de l'Enclave                                       |
| 59098 | 59166 | Bousbecque                | Métropole Européenne de Lille                                             |
| 59099 | 59222 | Bousies                   | Communauté de communes du Pays de Mormal et Maroilles                     |
| 59100 | 59178 | Bousignies                | Communauté de communes rurales de la Vallée de la Scarpe                  |
| 59101 | 59149 | Bousignies-sur-Roc        | Communauté de communes frontalières du Nord-Est Avesnois                  |
| 59102 | 59217 | Boussières-en-Cambrésis   | Communauté de communes du Caudrésis                                       |
| 59103 | 59330 | Boussières-sur-Sambre     | Communauté de communes Sambre - Avesnois                                  |
| 59104 | 59168 | Boussois                  | Agglomération Maubeuge Val de Sambre                                      |
| 59105 | 59870 | Bouvignies                | Communauté de communes Espace en Pévèle                                   |
| 59106 | 59830 | Bouvines                  | Métropole Européenne de Lille                                             |
| 59107 | 59123 | Bray-Dunes                | Dunkerque grand littoral                                                  |
| 59108 | 59730 | Briastre                  |                                                                           |
| 59109 | 59178 | Brillon                   | Communauté de communes rurales de la Vallée de la Scarpe                  |
| 59110 | 59630 | Brouckerque               | Communauté de communes de la Colme                                        |
| 59111 | 59470 | Broxeele                  | Communauté de communes de l'Yser                                          |
| 59112 | 59860 | Bruay-sur-l'Escaut        | Communauté d'agglomération de Valenciennes Métropole                      |
| 59113 | 59490 | Bruille-lez-Marchiennes   | Communauté de communes Cœur d'Ostrevent                                   |
| 59114 | 59199 | Bruille-Saint-Amand       | Communauté d'agglomération de la Porte du Hainaut                         |
| 59115 | 59151 | Brunémont                 | Communauté d'agglomération du Douaisis                                    |
| 59116 | 59144 | Bry                       | Communauté de communes du Quercitain                                      |
| 59117 | 59151 | Bugnicourt                | Communauté d'agglomération du Douaisis                                    |
| 59118 | 59137 | Busigny                   | Communauté de communes du Caudrésis                                       |
| 59119 | 59285 | Buysscheure               | Communauté de communes du Pays de Cassel                                  |
| 59120 | 59190 | Caëstre                   | Communauté de communes de l'Houtland                                      |
| 59121 | 59161 | Cagnoncles                | Communauté d'agglomération de Cambrai                                     |
| 59122 | 59400 | Cambrai                   | Communauté d'agglomération de Cambrai                                     |
| 59123 | 59133 | Camphin-en-Carembault     | Communauté de communes du Carembault                                      |
| 59124 | 59780 | Camphin-en-Pévèle         | Communauté de communes du Pays de Pévèle                                  |
| 59125 | 59267 | Cantaing-sur-Escaut       | Communauté d'agglomération de Cambrai                                     |
| 59126 | 59169 | Cantin                    | Communauté d'agglomération du Douaisis                                    |
| 59127 | 59213 | Capelle                   | Communauté de communes du Pays Solesmois                                  |
| 59128 | 59160 | Capinghem                 | Métropole Européenne de Lille                                             |
| 59130 | 59630 | Cappelle-Brouck           | Communauté de communes de la Colme                                        |
| 59129 | 59242 | Cappelle-en-Pévèle        | Communauté de communes du Pays de Pévèle                                  |
| 59131 | 59180 | Cappelle-la-Grande        | Dunkerque grand littoral                                                  |
| 59132 | 59217 | Carnières                 | Communauté de communes du Caudrésis                                       |
| 59133 | 59112 | Carnin                    | Communauté de communes de la Haute Deûle                                  |
| 59134 | 59244 | Cartignies                | Communauté de communes Rurales des Deux Helpes                            |
| 59135 | 59670 | Cassel                    | Communauté de communes du Pays de Cassel                                  |
| 59136 | 59360 | Le Cateau-Cambrésis       | Communauté de communes du Pays de Matisse                                 |
| 59137 | 59360 | Catillon-sur-Sambre       | Communauté de communes du Pays de Matisse                                 |
| 59138 | 59217 | Cattenières               | Communauté de communes du Caudrésis                                       |
| 59139 | 59540 | Caudry                    | Communauté de communes du Caudrésis                                       |
| 59140 | 59191 | Caullery                  | Communauté de communes de l'Espace Sud Cambrésis                          |
| 59141 | 59400 | Cauroir                   | Communauté d'agglomération de Cambrai                                     |
| 59142 | 59680 | Cerfontaine               | Agglomération Maubeuge Val de Sambre                                      |
| 59143 | 59930 | La Chapelle-d'Armentières | Métropole Européenne de Lille                                             |
| 59144 | 59230 | Château-l'Abbaye          | Communauté d'agglomération de la Porte du Hainaut                         |
| 59145 | 59147 | Chemy                     | Communauté de communes du Carembault                                      |
| 59146 | 59152 | Chéreng                   | Métropole Européenne de Lille                                             |
| 59147 | 59740 | Choisies                  | Communauté de communes des vallées de la Solre, de la Thure et de l'Helpe |
| 59148 | 59740 | Clairfayts                | Communauté de communes des vallées de la Solre, de la Thure et de l'Helpe |
| 59149 | 59225 | Clary                     | Communauté de communes de l'Espace Sud Cambrésis                          |
| 59150 | 59830 | Cobrieux                  | Communauté de communes du Pays de Pévèle                                  |
| 59151 | 59680 | Colleret                  | Agglomération Maubeuge Val de Sambre                                      |
| 59152 | 59560 | Comines                   | Métropole Européenne de Lille                                             |
| 59153 | 59163 | Condé-sur-l'Escaut        | Communauté d'agglomération de Valenciennes Métropole                      |
| 59154 | 59380 | Coudekerque               | Dunkerque grand littoral                                                  |
| 59155 | 59210 | Coudekerque-Branche       | Dunkerque grand littoral                                                  |
| 59156 | 59552 | Courchelettes             | Communauté d'agglomération du Douaisis                                    |
| 59157 | 59149 | Cousolre                  | Communauté de communes frontalières du Nord-Est Avesnois                  |
| 59158 | 59310 | Coutiches                 | Communauté de communes Espace en Pévèle                                   |
| 59159 | 59279 | Craywick                  | Dunkerque grand littoral                                                  |
| 59160 | 59154 | Crespin                   | Communauté d'agglomération de Valenciennes Métropole                      |
| 59161 | 59258 | Crèvecœur-sur-l'Escaut    | Communauté de communes rurales de la Vallée de Vinchy                     |
| 59162 | 59380 | Crochte                   | Communauté de communes du canton de Bergues                               |
| 59163 | 59170 | Croix                     | Métropole Européenne de Lille                                             |
| 59164 | 59222 | Croix-Caluyau             | Communauté de communes du Pays de Mormal et Maroilles                     |
| 59165 | 59553 | Cuincy                    | Communauté d'agglomération du Douaisis                                    |
| 59166 | 59990 | Curgies                   | Communauté d'agglomération de Valenciennes Métropole                      |
| 59167 | 59268 | Cuvillers                 | Communauté de communes de l'Ouest Cambrésis                               |
| 59168 | 59830 | Cysoing                   | Communauté de communes du Pays de Pévèle                                  |
| 59169 | 59680 | Damousies                 | Communauté de communes des vallées de la Solre, de la Thure et de l'Helpe |
| 59170 | 59187 | Dechy                     | Communauté d'agglomération du Douaisis                                    |
| 59171 | 59127 | Dehéries                  | Communauté de communes de l'Espace Sud Cambrésis                          |
| 59172 | 59220 | Denain                    | Communauté d'agglomération de la Porte du Hainaut                         |
| 59173 | 59890 | Deûlémont                 | Métropole Européenne de Lille                                             |
| 59174 | 59740 | Dimechaux                 | Communauté de communes des vallées de la Solre, de la Thure et de l'Helpe |
| 59175 | 59216 | Dimont                    | Communauté de communes des vallées de la Solre, de la Thure et de l'Helpe |
| 59176 | 62147 | Doignies                  | Communauté de communes de l'Enclave                                       |
| 59177 | 59440 | Dompierre-sur-Helpe       | Communauté de communes Rurales des Deux Helpes                            |
| 59670 | 59272 | Don                       | Métropole Européenne de Lille                                             |
| 59178 | 59500 | Douai                     | Communauté d'agglomération du Douaisis                                    |
| 59179 | 59282 | Douchy-les-Mines          | Communauté d'agglomération de la Porte du Hainaut                         |
| 59180 | 59940 | Le Doulieu                | Communauté de communes rurales des Monts de Flandres                      |
| 59181 | 59440 | Dourlers                  | Communauté de communes du Pays d'Avesnes                                  |
| 59182 | 59630 | Drincham                  | Communauté de communes de la Colme                                        |
| 59183 | 59140 | Dunkerque                 | Dunkerque grand littoral                                                  |
| 59184 | 59173 | Ebblinghem                | Communauté de communes de l'Houtland                                      |
| 59185 | 59176 | Écaillon                  | Communauté de communes Cœur d'Ostrevent                                   |
| 59186 | 59740 | Eccles                    | Communauté de communes des vallées de la Solre, de la Thure et de l'Helpe |
| 59187 | 59330 | Éclaibes                  | Communauté de communes Sambre - Avesnois                                  |
| 59188 | 59620 | Écuélin                   | Communauté de communes Sambre - Avesnois                                  |
| 59189 | 59114 | Eecke                     | Communauté de communes du Pays des Géants                                 |
| 59190 | 59600 | Élesmes                   | Agglomération Maubeuge Val de Sambre                                      |
| 59191 | 59127 | Élincourt                 | Communauté de communes de l'Espace Sud Cambrésis                          |
| 59192 | 59580 | Émerchicourt              | Communauté de communes Cœur d'Ostrevent                                   |
| 59193 | 59320 | Emmerin                   | Métropole Européenne de Lille                                             |
| 59194 | 59530 | Englefontaine             | Communauté de communes du Quercitain                                      |
| 59195 | 59320 | Englos                    | Métropole Européenne de Lille                                             |
| 59196 | 59320 | Ennetières-en-Weppes      | Métropole Européenne de Lille                                             |
| 59197 | 59710 | Ennevelin                 | Communauté de communes du Pays de Pévèle                                  |
| 59198 | 59132 | Eppe-Sauvage              | Communauté de communes Guide du pays de Trélon                            |
| 59199 | 59169 | Erchin                    | Communauté d'agglomération du Douaisis                                    |
| 59200 | 59470 | Eringhem                  | Communauté de communes du canton de Bergues                               |
| 59201 | 59320 | Erquinghem-le-Sec         | Métropole Européenne de Lille                                             |
| 59202 | 59193 | Erquinghem-Lys            | Métropole Européenne de Lille                                             |
| 59203 | 59171 | Erre                      | Communauté de communes Cœur d'Ostrevent                                   |
| 59204 | 59213 | Escarmain                 | Communauté de communes du Pays Solesmois                                  |
| 59205 | 59124 | Escaudain                 | Communauté d'agglomération de la Porte du Hainaut                         |
| 59206 | 59161 | Escaudœuvres              | Communauté d'agglomération de Cambrai                                     |
| 59207 | 59278 | Escautpont                | Communauté d'agglomération de la Porte du Hainaut                         |
| 59208 | 59320 | Escobecques               | Métropole Européenne de Lille                                             |
| 59209 | 59127 | Esnes                     | Communauté de communes de l'Espace Sud Cambrésis                          |
| 59210 | 59470 | Esquelbecq                | Communauté de communes de l'Yser                                          |
| 59211 | 59553 | Esquerchin                | Communauté d'agglomération du Douaisis                                    |
| 59212 | 59940 | Estaires                  | Communauté de communes Flandre Lys                                        |
| 59213 | 59400 | Estourmel                 | Communauté de communes du Caudrésis                                       |
| 59214 | 59151 | Estrées                   | Communauté d'agglomération du Douaisis                                    |
| 59215 | 59990 | Estreux                   | Communauté d'agglomération de Valenciennes Métropole                      |
| 59219 | 59295 | Estrun                    | Communauté de communes de Sensescaut                                      |
| 59216 | 59161 | Eswars                    | Communauté de communes de Sensescaut                                      |
| 59217 | 59144 | Eth                       | Communauté de communes du Quercitain                                      |
| 59218 | 59219 | Étrœungt                  | Communauté de communes du Pays d'Avesnes                                  |
| 59220 | 59155 | Faches-Thumesnil          | Métropole Européenne de Lille                                             |
| 59221 | 59300 | Famars                    | Communauté d'agglomération de Valenciennes Métropole                      |
| 59222 | 59310 | Faumont                   | Communauté d'agglomération du Douaisis                                    |
| 59223 | 59550 | Le Favril                 | Communauté de communes du Pays de Mormal et Maroilles                     |
| 59224 | 59247 | Féchain                   | Communauté d'agglomération du Douaisis                                    |
| 59225 | 59750 | Feignies                  | Agglomération Maubeuge Val de Sambre                                      |
| 59226 | 59740 | Felleries                 | Communauté de communes du Pays d'Avesnes                                  |
| 59227 | 59179 | Fenain                    | Communauté de communes Cœur d'Ostrevent                                   |
| 59228 | 59169 | Férin                     | Communauté d'agglomération du Douaisis                                    |
| 59229 | 59610 | Féron                     | Communauté de communes Action Fourmies et environs                        |
| 59230 | 59680 | Ferrière-la-Grande        | Agglomération Maubeuge Val de Sambre                                      |
| 59231 | 59680 | Ferrière-la-Petite        | Agglomération Maubeuge Val de Sambre                                      |
| 59232 | 59570 | La Flamengrie             | Communauté de communes du Bavaisis                                        |
| 59233 | 59440 | Flaumont-Waudrechies      | Communauté de communes du Pays d'Avesnes                                  |
| 59234 | 59128 | Flers-en-Escrebieux       | Communauté d'agglomération du Douaisis                                    |
| 59236 | 59267 | Flesquières               | Communauté d'agglomération de Cambrai                                     |
| 59237 | 59270 | Flêtre                    | Communauté de communes rurales des Monts de Flandres                      |
| 59238 | 59158 | Flines-lès-Mortagne       | Communauté d'agglomération de la Porte du Hainaut                         |
| 59239 | 59148 | Flines-lez-Raches         | Communauté d'agglomération du Douaisis                                    |
| 59240 | 59440 | Floursies                 | Communauté de communes du Pays d'Avesnes                                  |
| 59241 | 59219 | Floyon                    | Communauté de communes Rurales des Deux Helpes                            |
| 59242 | 59550 | Fontaine-au-Bois          | Communauté de communes du Pays de Mormal et Maroilles                     |
| 59243 | 59157 | Fontaine-au-Pire          | Communauté de communes de l'Espace Sud Cambrésis                          |
| 59244 | 59400 | Fontaine-Notre-Dame       | Communauté d'agglomération de Cambrai                                     |
| 59246 | 59222 | Forest-en-Cambrésis       | Communauté de communes du Pays de Mormal et Maroilles                     |
| 59247 | 59510 | Forest-sur-Marque         | Métropole Européenne de Lille                                             |
| 59248 | 59430 | Fort-Mardyck              | Dunkerque grand littoral                                                  |
| 59249 | 59610 | Fourmies                  | Communauté de communes Action Fourmies et environs                        |
| 59250 | 59134 | Fournes-en-Weppes         | Métropole Européenne de Lille                                             |
| 59251 | 59530 | Frasnoy                   | Communauté de communes du Quercitain                                      |
| 59252 | 59236 | Frelinghien               | Métropole Européenne de Lille                                             |
| 59253 | 59970 | Fresnes-sur-Escaut        | Communauté d'agglomération de Valenciennes Métropole                      |
| 59254 | 59234 | Fressain                  | Communauté d'agglomération du Douaisis                                    |
| 59255 | 59268 | Fressies                  | Communauté de communes de l'Ouest Cambrésis                               |
| 59256 | 59273 | Fretin                    | Métropole Européenne de Lille                                             |
| 59257 | 59249 | Fromelles                 | Communauté de communes de Weppes                                          |
| 59258 | 59242 | Genech                    | Communauté de communes du Pays de Pévèle                                  |
| 59259 | 59530 | Ghissignies               | Communauté de communes du Quercitain                                      |
| 59260 | 59254 | Ghyvelde                  | Communauté de communes de Flandre                                         |
| 59261 | 59132 | Glageon                   | Communauté de communes Guide du pays de Trélon                            |
| 59262 | 59270 | Godewaersvelde            | Communauté de communes Monts de Flandre - Plaine de la Lys                |
| 59263 | 59169 | Gœulzin                   | Communauté d'agglomération du Douaisis                                    |
| 59264 | 59600 | Gognies-Chaussée          | Communauté de communes du Nord Maubeuge                                   |
| 59265 | 59144 | Gommegnies                | Communauté de communes du Quercitain                                      |
| 59266 | 59147 | Gondecourt                | Communauté de communes du Carembault                                      |
| 59267 | 59231 | Gonnelieu                 | Communauté de communes de la Vacquerie                                    |
| 59268 | 59253 | La Gorgue                 | Communauté de communes Flandre Lys                                        |
| 59269 | 59231 | Gouzeaucourt              | Communauté de communes de la Vacquerie                                    |
| 59271 | 59760 | Grande-Synthe             | Dunkerque grand littoral                                                  |
| 59270 | 59244 | Grand-Fayt                | Communauté de communes Rurales des Deux Helpes                            |
| 59272 | 59153 | Grand-Fort-Philippe       | Dunkerque grand littoral                                                  |
| 59273 | 59820 | Gravelines                | Dunkerque grand littoral                                                  |
| 59274 | 59360 | La Groise                 | Communauté de communes du Pays de Matisse                                 |
| 59275 | 59152 | Gruson                    | Métropole Européenne de Lille                                             |
| 59276 | 59287 | Guesnain                  | Communauté d'agglomération du Douaisis                                    |
| 59277 | 59570 | Gussignies                | Communauté de communes du Bavaisis                                        |
| 59278 | 59320 | Hallennes-lez-Haubourdin  | Métropole Européenne de Lille                                             |
| 59279 | 59250 | Halluin                   | Métropole Européenne de Lille                                             |
| 59280 | 59151 | Hamel                     | Communauté d'agglomération du Douaisis                                    |
| 59281 | 59496 | Hantay                    | Métropole Européenne de Lille                                             |
| 59282 | 59670 | Hardifort                 | Communauté de communes du Pays de Cassel                                  |
| 59283 | 59138 | Hargnies                  | Communauté de communes du Bavaisis                                        |
| 59284 | 59178 | Hasnon                    | Communauté d'agglomération de la Porte du Hainaut                         |
| 59285 | 59198 | Haspres                   | Communauté d'agglomération de la Porte du Hainaut                         |
| 59286 | 59320 | Haubourdin                | Métropole Européenne de Lille                                             |
| 59287 | 59191 | Haucourt-en-Cambrésis     | Communauté de communes du Caudrésis                                       |
| 59288 | 59121 | Haulchin                  | Communauté d'agglomération de la Porte du Hainaut                         |
| 59289 | 59294 | Haussy                    | Communauté de communes du Pays Solesmois                                  |
| 59290 | 59440 | Haut-Lieu                 | Communauté de communes du Pays d'Avesnes                                  |
| 59291 | 59330 | Hautmont                  | Communauté de communes Sambre - Avesnois                                  |
| 59292 | 59255 | Haveluy                   | Communauté d'agglomération de la Porte du Hainaut                         |
| 59293 | 59660 | Haverskerque              | Communauté de communes Flandre Lys                                        |
| 59294 | 59268 | Haynecourt                | Communauté de communes de l'Ouest Cambrésis                               |
| 59295 | 59190 | Hazebrouck                |                                                                           |
| 59296 | 59530 | Hecq                      | Communauté de communes du Quercitain                                      |
| 59297 | 59171 | Hélesmes                  | Communauté d'agglomération de la Porte du Hainaut                         |
| 59299 | 59510 | Hem                       | Métropole Européenne de Lille                                             |
| 59300 | 59247 | Hem-Lenglet               | Communauté de communes de l'Ouest Cambrésis                               |
| 59301 | 59199 | Hergnies                  | Communauté d'agglomération de Valenciennes Métropole                      |
| 59302 | 59195 | Hérin                     | Communauté d'agglomération de la Porte du Hainaut                         |
| 59303 | 59134 | Herlies                   | Métropole Européenne de Lille                                             |
| 59304 | 59147 | Herrin                    | Communauté de communes du Carembault                                      |
| 59305 | 59470 | Herzeele                  | Communauté de communes de l'Yser                                          |
| 59306 | 59740 | Hestrud                   | Communauté de communes des vallées de la Solre, de la Thure et de l'Helpe |
| 59307 | 59143 | Holque                    | Communauté de communes de la Colme                                        |
| 59308 | 59190 | Hondeghem                 | Communauté de communes de l'Houtland                                      |
| 59309 | 59122 | Hondschoote               | Communauté de communes de Flandre                                         |
| 59310 | 59570 | Hon-Hergies               | Communauté de communes du Bavaisis                                        |
| 59311 | 59980 | Honnechy                  | Communauté de communes du Pays de Matisse                                 |
| 59312 | 59266 | Honnecourt-sur-Escaut     | Communauté de communes des Hauts du Cambrésis                             |
| 59313 | 59111 | Hordain                   | Communauté d'agglomération de la Porte du Hainaut                         |
| 59314 | 59171 | Hornaing                  | Communauté de communes Cœur d'Ostrevent                                   |
| 59315 | 59570 | Houdain-lez-Bavay         | Communauté de communes du Bavaisis                                        |
| 59316 | 59263 | Houplin-Ancoisne          | Métropole Européenne de Lille                                             |
| 59317 | 59116 | Houplines                 | Métropole Européenne de Lille                                             |
| 59318 | 59470 | Houtkerque                | Communauté de communes du Pays des Géants                                 |
| 59319 | 59492 | Hoymille                  | Communauté de communes du canton de Bergues                               |
| 59320 | 59480 | Illies                    | Métropole Européenne de Lille                                             |
| 59321 | 59540 | Inchy                     | Communauté de communes du Caudrésis                                       |
| 59322 | 59141 | Iwuy                      |                                                                           |
| 59323 | 59144 | Jenlain                   | Communauté de communes du Quercitain                                      |
| 59324 | 59460 | Jeumont                   | Agglomération Maubeuge Val de Sambre                                      |
| 59325 | 59530 | Jolimetz                  | Communauté de communes du Quercitain                                      |
| 59326 | 59122 | Killem                    | Communauté de communes de Flandre                                         |
| 59327 | 59167 | Lallaing                  | Communauté d'agglomération du Douaisis                                    |
| 59328 | 59130 | Lambersart                | Métropole Européenne de Lille                                             |
| 59329 | 59552 | Lambres-lez-Douai         | Communauté d'agglomération du Douaisis                                    |
| 59330 | 59310 | Landas                    | Communauté de communes Espace en Pévèle                                   |
| 59331 | 59550 | Landrecies                | Communauté de communes du Pays de Mormal et Maroilles                     |
| 59332 | 59390 | Lannoy                    | Métropole Européenne de Lille                                             |
| 59333 | 59219 | Larouillies               | Communauté de communes du Pays d'Avesnes                                  |
| 59334 | 59553 | Lauwin-Planque            | Communauté d'agglomération du Douaisis                                    |
| 59335 | 59226 | Lecelles                  | Communauté de communes rurales de la Vallée de la Scarpe                  |
| 59336 | 59259 | Lécluse                   | Communauté d'agglomération du Douaisis                                    |
| 59337 | 59143 | Lederzeele                | Communauté de communes de l'Yser                                          |
| 59338 | 59470 | Ledringhem                | Communauté de communes de l'Yser                                          |
| 59339 | 59115 | Leers                     | Métropole Européenne de Lille                                             |
| 59340 | 59495 | Leffrinckoucke            | Dunkerque grand littoral                                                  |
| 59341 | 59258 | Lesdain                   | Communauté de communes rurales de la Vallée de Vinchy                     |
| 59343 | 59810 | Lesquin                   | Métropole Européenne de Lille                                             |
| 59344 | 59620 | Leval                     | Agglomération Maubeuge Val de Sambre                                      |
| 59345 | 59287 | Lewarde                   | Communauté de communes Cœur d'Ostrevent                                   |
| 59346 | 59260 | Lezennes                  | Métropole Européenne de Lille                                             |
| 59342 | 59740 | Lez-Fontaine              | Communauté de communes des vallées de la Solre, de la Thure et de l'Helpe |
| 59347 | 59740 | Liessies                  | Communauté de communes des vallées de la Solre, de la Thure et de l'Helpe |
| 59348 | 59111 | Lieu-Saint-Amand          | Communauté d'agglomération de la Porte du Hainaut                         |
| 59349 | 59191 | Ligny-en-Cambrésis        | Communauté de communes du Caudrésis                                       |
| 59350 | 59000 | Lille                     | Métropole Européenne de Lille                                             |
| 59351 | 59330 | Limont-Fontaine           | Communauté de communes Sambre - Avesnois                                  |
| 59352 | 59126 | Linselles                 | Métropole Européenne de Lille                                             |
| 59353 | 59530 | Locquignol                | Communauté de communes du Pays de Mormal et Maroilles                     |
| 59354 | 59182 | Loffre                    | Communauté de communes Cœur d'Ostrevent                                   |
| 59356 | 59840 | Lompret                   | Métropole Européenne de Lille                                             |
| 59357 | 59570 | La Longueville            |                                                                           |
| 59358 | 59630 | Looberghe                 | Communauté de communes de la Colme                                        |
| 59359 | 59279 | Loon-Plage                | Dunkerque grand littoral                                                  |
| 59360 | 59120 | Loos                      | Métropole Européenne de Lille                                             |
| 59361 | 59156 | Lourches                  | Communauté d'agglomération de la Porte du Hainaut                         |
| 59363 | 59530 | Louvignies-Quesnoy        | Communauté de communes du Quercitain                                      |
| 59364 | 59830 | Louvil                    | Communauté de communes du Pays de Pévèle                                  |
| 59365 | 59720 | Louvroil                  | Agglomération Maubeuge Val de Sambre                                      |
| 59366 | 59173 | Lynde                     | Communauté de communes de l'Houtland                                      |
| 59367 | 59390 | Lys-lez-Lannoy            | Métropole Européenne de Lille                                             |
| 59368 | 59110 | La Madeleine              | Métropole Européenne de Lille                                             |
| 59369 | 59233 | Maing                     | Communauté d'agglomération de Valenciennes Métropole                      |
| 59370 | 59600 | Mairieux                  | Communauté de communes du Nord Maubeuge                                   |
| 59371 | 59134 | Le Maisnil                | Communauté de communes de Weppes                                          |
| 59372 | 59127 | Malincourt                | Communauté de communes de l'Espace Sud Cambrésis                          |
| 59374 | 59440 | Marbaix                   | Communauté de communes Rurales des Deux Helpes                            |
| 59375 | 59870 | Marchiennes               | Communauté de communes Cœur d'Ostrevent                                   |
| 59377 | 59159 | Marcoing                  | Communauté d'agglomération de Cambrai                                     |
| 59378 | 59700 | Marcq-en-Barœul           | Métropole Européenne de Lille                                             |
| 59379 | 59252 | Marcq-en-Ostrevent        | Communauté d'agglomération du Douaisis                                    |
| 59381 | 59990 | Maresches                 | Communauté de communes du Quercitain                                      |
| 59382 | 59238 | Maretz                    | Communauté de communes du Caudrésis                                       |
| 59383 | 59770 | Marly                     | Communauté d'agglomération de Valenciennes Métropole                      |
| 59384 | 59550 | Maroilles                 | Communauté de communes du Pays de Mormal et Maroilles                     |
| 59385 | 59164 | Marpent                   | Agglomération Maubeuge Val de Sambre                                      |
| 59387 | 59252 | Marquette-en-Ostrevant    | Communauté d'agglomération de la Porte du Hainaut                         |
| 59386 | 59520 | Marquette-lez-Lille       | Métropole Européenne de Lille                                             |
| 59388 | 59274 | Marquillies               | Métropole Européenne de Lille                                             |
| 59389 | 59241 | Masnières                 | Communauté de communes de la Vacquerie                                    |
| 59390 | 59176 | Masny                     | Communauté de communes Cœur d'Ostrevent                                   |
| 59391 | 59172 | Mastaing                  | Communauté d'agglomération de la Porte du Hainaut                         |
| 59392 | 59600 | Maubeuge                  | Agglomération Maubeuge Val de Sambre                                      |
| 59393 | 59158 | Maulde                    | Communauté d'agglomération de la Porte du Hainaut                         |
| 59394 | 59980 | Maurois                   | Communauté de communes du Caudrésis                                       |
| 59395 | 59360 | Mazinghien                | Communauté de communes du Pays de Matisse                                 |
| 59396 | 59570 | Mecquignies               | Communauté de communes du Bavaisis                                        |
| 59397 | 59470 | Merckeghem                | Communauté de communes de l'Yser                                          |
| 59398 | 59710 | Mérignies                 | Communauté de communes du Pays de Pévèle                                  |
| 59399 | 59270 | Merris                    | Communauté de communes Monts de Flandre - Plaine de la Lys                |
| 59400 | 59660 | Merville                  | Communauté de communes Flandre Lys                                        |
| 59401 | 59270 | Méteren                   | Communauté de communes rurales des Monts de Flandres                      |
| 59402 | 59143 | Millam                    | Communauté de communes de la Colme                                        |
| 59403 | 59178 | Millonfosse               | Communauté d'agglomération de la Porte du Hainaut                         |
| 59404 | 59122 | Les Moëres                | Communauté de communes de Flandre                                         |
| 59405 | 62147 | Mœuvres                   | Communauté de communes de l'Enclave                                       |
| 59406 | 59620 | Monceau-Saint-Waast       | Agglomération Maubeuge Val de Sambre                                      |
| 59407 | 59224 | Monchaux-sur-Écaillon     | Communauté d'agglomération de Valenciennes Métropole                      |
| 59408 | 59283 | Moncheaux                 | Communauté de communes du Pays de Pévèle                                  |
| 59409 | 59234 | Monchecourt               | Communauté de communes Cœur d'Ostrevent                                   |
| 59410 | 59370 | Mons-en-Barœul            | Métropole Européenne de Lille                                             |
| 59411 | 59246 | Mons-en-Pévèle            | Communauté de communes du Pays de Pévèle                                  |
| 59412 | 59360 | Montay                    | Communauté de communes du Pays de Matisse                                 |
| 59413 | 59225 | Montigny-en-Cambrésis     | Communauté de communes du Caudrésis                                       |
| 59414 | 59182 | Montigny-en-Ostrevent     | Communauté de communes Cœur d'Ostrevent                                   |
| 59415 | 59227 | Montrécourt               | Communauté de communes du Pays Solesmois                                  |
| 59416 | 59190 | Morbecque                 |                                                                           |
| 59418 | 59158 | Mortagne-du-Nord          | Communauté d'agglomération de la Porte du Hainaut                         |
| 59419 | 59310 | Mouchin                   | Communauté de communes du Pays de Pévèle                                  |
| 59420 | 59132 | Moustier-en-Fagne         | Communauté de communes Guide du pays de Trélon                            |
| 59421 | 59420 | Mouvaux                   | Métropole Européenne de Lille                                             |
| 59422 | 59161 | Naves                     | Communauté d'agglomération de Cambrai                                     |
| 59423 | 59940 | Neuf-Berquin              | Communauté de communes Monts de Flandre - Plaine de la Lys                |
| 59424 | 59330 | Neuf-Mesnil               | Agglomération Maubeuge Val de Sambre                                      |
| 59427 | 59239 | La Neuville               | Communauté de communes du Carembault                                      |
| 59425 | 59218 | Neuville-en-Avesnois      | Communauté de communes du Quercitain                                      |
| 59426 | 59960 | Neuville-en-Ferrain       | Métropole Européenne de Lille                                             |
| 59428 | 59554 | Neuville-Saint-Rémy       | Communauté d'agglomération de Cambrai                                     |
| 59429 | 59293 | Neuville-sur-Escaut       | Communauté d'agglomération de la Porte du Hainaut                         |
| 59430 | 59360 | Neuvilly                  | Communauté de communes du Pays de Matisse                                 |
| 59431 | 59850 | Nieppe                    | Communauté de communes Monts de Flandre - Plaine de la Lys                |
| 59432 | 59400 | Niergnies                 | Communauté d'agglomération de Cambrai                                     |
| 59433 | 59143 | Nieurlet                  | Communauté de communes de l'Yser                                          |
| 59434 | 59230 | Nivelle                   | Communauté d'agglomération de la Porte du Hainaut                         |
| 59435 | 59310 | Nomain                    | Communauté de communes Espace en Pévèle                                   |
| 59436 | 59670 | Noordpeene                | Communauté de communes du Pays de Cassel                                  |
| 59437 | 59139 | Noyelles-lès-Seclin       | Métropole Européenne de Lille                                             |
| 59438 | 59159 | Noyelles-sur-Escaut       | Communauté d'agglomération de Cambrai                                     |
| 59439 | 59550 | Noyelles-sur-Sambre       | Communauté de communes Rurales des Deux Helpes                            |
| 59440 | 59282 | Noyelles-sur-Selle        | Communauté d'agglomération de la Porte du Hainaut                         |
| 59441 | 59570 | Obies                     | Communauté de communes du Bavaisis                                        |
| 59442 | 59680 | Obrechies                 | Agglomération Maubeuge Val de Sambre                                      |
| 59443 | 59670 | Ochtezeele                | Communauté de communes du Pays de Cassel                                  |
| 59444 | 59970 | Odomez                    | Communauté d'agglomération de Valenciennes Métropole                      |
| 59445 | 59132 | Ohain                     | Communauté de communes Guide du pays de Trélon                            |
| 59446 | 59195 | Oisy                      | Communauté d'agglomération de la Porte du Hainaut                         |
| 59447 | 59264 | Onnaing                   | Communauté d'agglomération de Valenciennes Métropole                      |
| 59448 | 59122 | Oost-Cappel               | Communauté de communes de Flandre                                         |
| 59449 | 59310 | Orchies                   | Communauté de communes d'Orchies-Beuvry-la-Forêt                          |
| 59450 | 59360 | Ors                       | Communauté de communes de Haute Sambre-Bois l'Évêque                      |
| 59451 | 59530 | Orsinval                  | Communauté de communes du Quercitain                                      |
| 59452 | 59162 | Ostricourt                | Communauté de communes du Sud Pévélois                                    |
| 59453 | 59670 | Oudezeele                 | Communauté de communes du Pays des Géants                                 |
| 59454 | 59670 | Oxelaëre                  | Communauté de communes du Pays de Cassel                                  |
| 59455 | 59295 | Paillencourt              | Communauté de communes de Sensescaut                                      |
| 59456 | 59146 | Pecquencourt              | Communauté de communes Cœur d'Ostrevent                                   |
| 59457 | 59840 | Pérenchies                | Métropole Européenne de Lille                                             |
| 59458 | 59273 | Péronne-en-Mélantois      | Métropole Européenne de Lille                                             |
| 59459 | 59494 | Petite-Forêt              | Communauté d'agglomération de Valenciennes Métropole                      |
| 59461 | 59244 | Petit-Fayt                | Communauté de communes Rurales des Deux Helpes                            |
| 59462 | 59133 | Phalempin                 | Communauté de communes du Carembault                                      |
| 59463 | 59284 | Pitgam                    | Communauté de communes du canton de Bergues                               |
| 59464 | 59218 | Poix-du-Nord              | Communauté de communes du Quercitain                                      |
| 59465 | 59360 | Pommereuil                | Communauté de communes de Haute Sambre-Bois l'Évêque                      |
| 59466 | 59710 | Pont-à-Marcq              |                                                                           |
| 59467 | 59138 | Pont-sur-Sambre           | Agglomération Maubeuge Val de Sambre                                      |
| 59468 | 59530 | Potelle                   | Communauté de communes du Quercitain                                      |
| 59469 | 59190 | Pradelles                 | Communauté de communes rurales des Monts de Flandres                      |
| 59470 | 59840 | Prémesques                | Métropole Européenne de Lille                                             |
| 59471 | 59990 | Préseau                   | Communauté d'agglomération de Valenciennes Métropole                      |
| 59472 | 59288 | Preux-au-Bois             | Communauté de communes du Pays de Mormal et Maroilles                     |
| 59473 | 59144 | Preux-au-Sart             | Communauté de communes du Quercitain                                      |
| 59474 | 59550 | Prisches                  | Communauté de communes Rurales des Deux Helpes                            |
| 59475 | 59121 | Prouvy                    | Communauté d'agglomération de Valenciennes Métropole                      |
| 59476 | 59267 | Proville                  | Communauté d'agglomération de Cambrai                                     |
| 59477 | 59185 | Provin                    | Communauté de communes de la Haute Deûle                                  |
| 59478 | 59380 | Quaëdypre                 | Communauté de communes du canton de Bergues                               |
| 59479 | 59243 | Quarouble                 | Communauté d'agglomération de Valenciennes Métropole                      |
| 59480 | 59269 | Quérénaing                | Communauté d'agglomération de Valenciennes Métropole                      |
| 59481 | 59530 | Le Quesnoy                | Communauté de communes du Quercitain                                      |
| 59482 | 59890 | Quesnoy-sur-Deûle         | Métropole Européenne de Lille                                             |
| 59483 | 59680 | Quiévelon                 | Communauté de communes des vallées de la Solre, de la Thure et de l'Helpe |
| 59484 | 59920 | Quiévrechain              | Communauté d'agglomération de Valenciennes Métropole                      |
| 59485 | 59214 | Quiévy                    | Communauté de communes du Caudrésis                                       |
| 59486 | 59194 | Râches                    | Communauté d'agglomération du Douaisis                                    |
| 59487 | 59320 | Radinghem-en-Weppes       | Communauté de communes de Weppes                                          |
| 59488 | 59554 | Raillencourt-Sainte-Olle  | Communauté d'agglomération de Cambrai                                     |
| 59489 | 59283 | Raimbeaucourt             | Communauté d'agglomération du Douaisis                                    |
| 59490 | 59177 | Rainsars                  | Communauté de communes du Pays d'Avesnes                                  |
| 59491 | 59590 | Raismes                   | Communauté d'agglomération de la Porte du Hainaut                         |
| 59492 | 59161 | Ramillies                 | Communauté de communes de Sensescaut                                      |
| 59493 | 59177 | Ramousies                 | Communauté de communes du Pays d'Avesnes                                  |
| 59494 | 59530 | Raucourt-au-Bois          | Communauté de communes du Quercitain                                      |
| 59495 | 59245 | Recquignies               | Agglomération Maubeuge Val de Sambre                                      |
| 59496 | 59360 | Rejet-de-Beaulieu         | Communauté de communes du Pays de Matisse                                 |
| 59497 | 59173 | Renescure                 | Communauté de communes de l'Houtland                                      |
| 59498 | 59980 | Reumont                   | Communauté de communes du Pays de Matisse                                 |
| 59499 | 59122 | Rexpoëde                  | Communauté de communes de Flandre                                         |
| 59500 | 59159 | Ribecourt-la-Tour         | Communauté d'agglomération de Cambrai                                     |
| 59501 | 59870 | Rieulay                   | Communauté de communes Cœur d'Ostrevent                                   |
| 59502 | 59277 | Rieux-en-Cambrésis        | Communauté d'agglomération de Cambrai                                     |
| 59503 | 59550 | Robersart                 | Communauté de communes du Pays de Mormal et Maroilles                     |
| 59504 | 59172 | Rœulx                     | Communauté d'agglomération de la Porte du Hainaut                         |
| 59505 | 59990 | Rombies-et-Marchipont     | Communauté d'agglomération de Valenciennes Métropole                      |
| 59506 | 59730 | Romeries                  | Communauté de communes du Pays Solesmois                                  |
| 59507 | 59790 | Ronchin                   | Métropole Européenne de Lille                                             |
| 59508 | 59223 | Roncq                     | Métropole Européenne de Lille                                             |
| 59509 | 59286 | Roost-Warendin            | Communauté d'agglomération du Douaisis                                    |
| 59511 | 59230 | Rosult                    | Communauté de communes rurales de la Vallée de la Scarpe                  |
| 59512 | 59100 | Roubaix                   | Métropole Européenne de Lille                                             |
| 59513 | 59169 | Roucourt                  | Communauté d'agglomération du Douaisis                                    |
| 59514 | 59131 | Rousies                   | Agglomération Maubeuge Val de Sambre                                      |
| 59515 | 59220 | Rouvignies                | Communauté d'agglomération de Valenciennes Métropole                      |
| 59516 | 59285 | Rubrouck                  | Communauté de communes du Pays de Cassel                                  |
| 59517 | 59258 | Les Rues-des-Vignes       | Communauté de communes rurales de la Vallée de Vinchy                     |
| 59518 | 59530 | Ruesnes                   | Communauté de communes du Quercitain                                      |
| 59519 | 59226 | Rumegies                  | Communauté de communes rurales de la Vallée de la Scarpe                  |
| 59520 | 59281 | Rumilly-en-Cambrésis      | Communauté d'agglomération de Cambrai                                     |
| 59521 | 59554 | Sailly-lez-Cambrai        | Communauté d'agglomération de Cambrai                                     |
| 59522 | 59390 | Sailly-lez-Lannoy         | Métropole Européenne de Lille                                             |
| 59523 | 59262 | Sainghin-en-Mélantois     | Métropole Européenne de Lille                                             |
| 59524 | 59184 | Sainghin-en-Weppes        | Métropole Européenne de Lille                                             |
| 59525 | 59177 | Sains-du-Nord             | Communauté de communes du Pays d'Avesnes                                  |
| 59526 | 59230 | Saint-Amand-les-Eaux      | Communauté d'agglomération de la Porte du Hainaut                         |
| 59527 | 59350 | Saint-André-lez-Lille     | Métropole Européenne de Lille                                             |
| 59528 | 59188 | Saint-Aubert              | Communauté de communes du Caudrésis                                       |
| 59529 | 59440 | Saint-Aubin               | Communauté de communes Rurales des Deux Helpes                            |
| 59530 | 59163 | Saint-Aybert              | Communauté d'agglomération de Valenciennes Métropole                      |
| 59531 | 59360 | Saint-Benin               |                                                                           |
| 59532 | 59820 | Saint-Georges-sur-l'Aa    | Dunkerque grand littoral                                                  |
| 59533 | 59292 | Saint-Hilaire-lez-Cambrai | Communauté de communes du Caudrésis                                       |
| 59534 | 59440 | Saint-Hilaire-sur-Helpe   | Communauté de communes Rurales des Deux Helpes                            |
| 59535 | 59270 | Saint-Jans-Cappel         | Communauté de communes rurales des Monts de Flandres                      |
| 59537 | 59213 | Saint-Martin-sur-Écaillon | Communauté de communes du Pays Solesmois                                  |
| 59538 | 59143 | Saint-Momelin             | Communauté de communes de la Colme                                        |
| 59539 | 59630 | Saint-Pierre-Brouck       | Communauté de communes de la Colme                                        |
| 59540 | 59430 | Saint-Pol-sur-Mer         | Dunkerque grand littoral                                                  |
| 59541 | 59730 | Saint-Python              | Communauté de communes du Pays Solesmois                                  |
| 59542 | 59620 | Saint-Remy-Chaussée       | Communauté de communes Sambre - Avesnois                                  |
| 59543 | 59330 | Saint-Remy-du-Nord        | Communauté de communes Sambre - Avesnois                                  |
| 59544 | 59880 | Saint-Saulve              | Communauté d'agglomération de Valenciennes Métropole                      |
| 59545 | 59360 | Saint-Souplet             | Communauté de communes du Pays de Matisse                                 |
| 59546 | 59114 | Saint-Sylvestre-Cappel    | Communauté de communes du Pays des Géants                                 |
| 59547 | 59188 | Saint-Vaast-en-Cambrésis  |                                                                           |
| 59548 | 59570 | Saint-Waast               |                                                                           |
| 59536 | 59670 | Sainte-Marie-Cappel       | Communauté de communes du Pays de Cassel                                  |
| 59549 | 59218 | Salesches                 | Communauté de communes du Quercitain                                      |
| 59550 | 59496 | Salomé                    | Métropole Européenne de Lille                                             |
| 59551 | 59310 | Saméon                    | Communauté de communes Espace en Pévèle                                   |
| 59552 | 59268 | Sancourt                  | Communauté de communes de l'Ouest Cambrésis                               |
| 59553 | 59211 | Santes                    | Métropole Européenne de Lille                                             |
| 59554 | 59230 | Sars-et-Rosières          | Communauté de communes rurales de la Vallée de la Scarpe                  |
| 59555 | 59216 | Sars-Poteries             | Communauté de communes des vallées de la Solre, de la Thure et de l'Helpe |
| 59556 | 59145 | Sassegnies                | Communauté de communes Sambre - Avesnois                                  |
| 59557 | 59990 | Saultain                  | Communauté d'agglomération de Valenciennes Métropole                      |
| 59558 | 59227 | Saulzoir                  | Communauté de communes du Pays Solesmois                                  |
| 59559 | 59990 | Sebourg                   | Communauté d'agglomération de Valenciennes Métropole                      |
| 59560 | 59113 | Seclin                    | Métropole Européenne de Lille                                             |
| 59562 | 59440 | Sémeries                  | Communauté de communes du Pays d'Avesnes                                  |
| 59563 | 59440 | Semousies                 | Communauté de communes du Pays d'Avesnes                                  |
| 59564 | 59174 | La Sentinelle             | Communauté d'agglomération de la Porte du Hainaut                         |
| 59565 | 59269 | Sepmeries                 | Communauté de communes du Quercitain                                      |
| 59566 | 59320 | Sequedin                  | Métropole Européenne de Lille                                             |
| 59567 | 59400 | Séranvillers-Forenville   | Communauté d'agglomération de Cambrai                                     |
| 59568 | 59173 | Sercus                    | Communauté de communes de l'Houtland                                      |
| 59569 | 59450 | Sin-le-Noble              | Communauté d'agglomération du Douaisis                                    |
| 59570 | 59380 | Socx                      | Communauté de communes du canton de Bergues                               |
| 59571 | 59730 | Solesmes                  | Communauté de communes du Pays Solesmois                                  |
| 59572 | 59740 | Solre-le-Château          | Communauté de communes des vallées de la Solre, de la Thure et de l'Helpe |
| 59573 | 59740 | Solrinnes                 | Communauté de communes des vallées de la Solre, de la Thure et de l'Helpe |
| 59574 | 59490 | Somain                    | Communauté de communes Cœur d'Ostrevent                                   |
| 59575 | 59213 | Sommaing                  | Communauté de communes du Pays Solesmois                                  |
| 59576 | 59380 | Spycker                   |                                                                           |
| 59577 | 59190 | Staple                    | Communauté de communes de l'Houtland                                      |
| 59578 | 59189 | Steenbecque               |                                                                           |
| 59579 | 59380 | Steene                    | Communauté de communes du canton de Bergues                               |
| 59580 | 59114 | Steenvoorde               | Communauté de communes du Pays des Géants                                 |
| 59581 | 59181 | Steenwerck                | Communauté de communes Monts de Flandre - Plaine de la Lys                |
| 59582 | 59270 | Strazeele                 | Communauté de communes rurales des Monts de Flandres                      |
| 59583 | 59550 | Taisnières-en-Thiérache   | Communauté de communes Rurales des Deux Helpes                            |
| 59584 | 59570 | Taisnières-sur-Hon        | Communauté de communes du Bavaisis                                        |
| 59585 | 59175 | Templemars                | Métropole Européenne de Lille                                             |
| 59586 | 59242 | Templeuve                 | Communauté de communes du Pays de Pévèle                                  |
| 59587 | 59114 | Terdeghem                 | Communauté de communes du Pays des Géants                                 |
| 59588 | 59229 | Téteghem                  | Dunkerque grand littoral                                                  |
| 59589 | 59224 | Thiant                    | Communauté d'agglomération de la Porte du Hainaut                         |
| 59590 | 59189 | Thiennes                  |                                                                           |
| 59591 | 59163 | Thivencelle               | Communauté d'agglomération de Valenciennes Métropole                      |
| 59592 | 59239 | Thumeries                 | Communauté de communes du Sud Pévélois                                    |
| 59593 | 59141 | Thun-l'Évêque             | Communauté de communes de Sensescaut                                      |
| 59594 | 59158 | Thun-Saint-Amand          | Communauté de communes rurales de la Vallée de la Scarpe                  |
| 59595 | 59141 | Thun-Saint-Martin         | Communauté de communes de Sensescaut                                      |
| 59597 | 59554 | Tilloy-lez-Cambrai        | Communauté de communes de l'Ouest Cambrésis                               |
| 59596 | 59870 | Tilloy-lez-Marchiennes    | Communauté de communes Cœur d'Ostrevent                                   |
| 59598 | 59390 | Toufflers                 | Métropole Européenne de Lille                                             |
| 59599 | 59200 | Tourcoing                 | Métropole Européenne de Lille                                             |
| 59600 | 59551 | Tourmignies               | Communauté de communes du Pays de Pévèle                                  |
| 59601 | 59132 | Trélon                    | Communauté de communes Guide du pays de Trélon                            |
| 59602 | 59152 | Tressin                   | Métropole Européenne de Lille                                             |
| 59603 | 59125 | Trith-Saint-Léger         | Communauté d'agglomération de la Porte du Hainaut                         |
| 59604 | 59980 | Troisvilles               | Communauté de communes du Pays de Matisse                                 |
| 59605 | 59229 | Uxem                      | Communauté de communes de Flandre                                         |
| 59606 | 59300 | Valenciennes              | Communauté d'agglomération de Valenciennes Métropole                      |
| 59607 | 59218 | Vendegies-au-Bois         | Communauté de communes du Quercitain                                      |
| 59608 | 59213 | Vendegies-sur-Écaillon    | Communauté de communes du Pays Solesmois                                  |
| 59609 | 59175 | Vendeville                | Métropole Européenne de Lille                                             |
| 59610 | 59227 | Verchain-Maugré           | Communauté d'agglomération de Valenciennes Métropole                      |
| 59611 | 59237 | Verlinghem                | Métropole Européenne de Lille                                             |
| 59612 | 59730 | Vertain                   | Communauté de communes du Pays Solesmois                                  |
| 59613 | 59970 | Vicq                      | Communauté d'agglomération de Valenciennes Métropole                      |
| 59614 | 59271 | Viesly                    | Communauté de communes du Pays Solesmois                                  |
| 59615 | 59232 | Vieux-Berquin             | Communauté de communes rurales des Monts de Flandres                      |
| 59616 | 59690 | Vieux-Condé               | Communauté d'agglomération de Valenciennes Métropole                      |
| 59617 | 59138 | Vieux-Mesnil              | Agglomération Maubeuge Val de Sambre                                      |
| 59618 | 59600 | Vieux-Reng                | Communauté de communes du Nord Maubeuge                                   |
| 59009 | 59650 | Villeneuve-d'Ascq         | Métropole Européenne de Lille                                             |
| 59619 | 59530 | Villereau                 | Communauté de communes du Quercitain                                      |
| 59620 | 59234 | Villers-au-Tertre         | Communauté d'agglomération du Douaisis                                    |
| 59622 | 59188 | Villers-en-Cauchies       | Communauté d'agglomération de Cambrai                                     |
| 59623 | 59297 | Villers-Guislain          | Communauté de communes des Hauts du Cambrésis                             |
| 59624 | 59142 | Villers-Outréaux          |                                                                           |
| 59625 | 59231 | Villers-Plouich           | Communauté de communes de la Vacquerie                                    |
| 59626 | 59530 | Villers-Pol               | Communauté de communes du Quercitain                                      |
| 59627 | 59600 | Villers-Sire-Nicole       | Communauté de communes du Nord Maubeuge                                   |
| 59628 | 59470 | Volckerinckhove           | Communauté de communes de l'Yser                                          |
| 59629 | 59870 | Vred                      | Communauté de communes Cœur d'Ostrevent                                   |
| 59630 | 59261 | Wahagnies                 | Communauté de communes du Sud Pévélois                                    |
| 59631 | 59127 | Walincourt-Selvigny       | Communauté de communes du Caudrésis                                       |
| 59632 | 59135 | Wallers                   | Communauté d'agglomération de la Porte du Hainaut                         |
| 59633 | 59132 | Wallers-en-Fagne          | Communauté de communes Guide du pays de Trélon                            |
| 59634 | 59190 | Wallon-Cappel             |                                                                           |
| 59635 | 59400 | Wambaix                   | Communauté d'agglomération de Cambrai                                     |
| 59636 | 59118 | Wambrechies               | Métropole Européenne de Lille                                             |
| 59637 | 59870 | Wandignies-Hamage         | Communauté de communes Cœur d'Ostrevent                                   |
| 59638 | 59830 | Wannehain                 | Communauté de communes du Pays de Pévèle                                  |
| 59639 | 59144 | Wargnies-le-Grand         | Communauté de communes du Quercitain                                      |
| 59640 | 59144 | Wargnies-le-Petit         | Communauté de communes du Quercitain                                      |
| 59641 | 59380 | Warhem                    | Communauté de communes de Flandre                                         |
| 59642 | 59870 | Warlaing                  | Communauté de communes Cœur d'Ostrevent                                   |
| 59643 | 59560 | Warneton                  | Métropole Européenne de Lille                                             |
| 59645 | 59252 | Wasnes-au-Bac             | Communauté d'agglomération de la Porte du Hainaut                         |
| 59646 | 59290 | Wasquehal                 | Métropole Européenne de Lille                                             |
| 59647 | 59143 | Watten                    |                                                                           |
| 59648 | 59139 | Wattignies                | Métropole Européenne de Lille                                             |
| 59649 | 59680 | Wattignies-la-Victoire    | Communauté de communes des vallées de la Solre, de la Thure et de l'Helpe |
| 59650 | 59150 | Wattrelos                 | Métropole Européenne de Lille                                             |
| 59651 | 59220 | Wavrechain-sous-Denain    | Communauté d'agglomération de la Porte du Hainaut                         |
| 59652 | 59111 | Wavrechain-sous-Faulx     | Communauté d'agglomération de la Porte du Hainaut                         |
| 59653 | 59136 | Wavrin                    | Métropole Européenne de Lille                                             |
| 59654 | 59119 | Waziers                   | Communauté d'agglomération du Douaisis                                    |
| 59655 | 59670 | Wemaers-Cappel            | Communauté de communes du Pays de Cassel                                  |
| 59656 | 59117 | Wervicq-Sud               | Métropole Européenne de Lille                                             |
| 59657 | 59380 | West-Cappel               | Communauté de communes du canton de Bergues                               |
| 59658 | 59134 | Wicres                    | Métropole Européenne de Lille                                             |
| 59659 | 59212 | Wignehies                 | Communauté de communes Action Fourmies et environs                        |
| 59660 | 59780 | Willems                   | Métropole Européenne de Lille                                             |
| 59661 | 59740 | Willies                   | Communauté de communes Guide du pays de Trélon                            |
| 59662 | 59670 | Winnezeele                | Communauté de communes du Pays des Géants                                 |
| 59663 | 59470 | Wormhout                  | Communauté de communes de l'Yser                                          |
| 59664 | 59143 | Wulverdinghe              | Communauté de communes de la Colme                                        |
| 59665 | 59380 | Wylder                    | Communauté de communes du canton de Bergues                               |
| 59666 | 59470 | Zegerscappel              | Communauté de communes de l'Yser                                          |
| 59667 | 59670 | Zermezeele                | Communauté de communes du pays de Cassel                                  |
| 59668 | 59123 | Zuydcoote                 | Dunkerque grand littoral                                                  |
| 59669 | 59670 | Zuytpeene                 | Communauté de communes du pays de Cassel                                  |